# Gymnoscelis rubricata
Gymnoscelis rubricata là một loài bướm đêm trong họ Geometridae.

## Hình ảnh

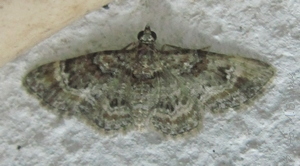